# Улица Бориса Богаткова
Улица Бори́са Богатко́ва — улица правобережной части Новосибирска, соединяющая магистрали Дзержинского и Октябрьского районов города. Является одной из крупнейших транспортных артерий правобережья.
Улица названа в 1957 году в честь Бориса Андреевича Богаткова (1922—1943) — советского поэта, героя Великой Отечественной войны (прежнее название — Локтевская). В июле 1977 года на улице был открыт памятник Борису Богаткову. Автор памятника скульптор М. И. Меньшиков.
Улица Бориса Богаткова начинается у правобережной развязки Коммунального моста. Далее к ней примыкают улицы Белинского, Красноармейская, Воинская, Пролетарская, Федосеева, Молодёжная, Кошурникова, Андриена Лежена, Есенина. Заканчивается улица троллейбусным кольцом на пересечении с улицей Доватора c остановкой общественного транспорта под названием «Автопарк». Её протяжённость составляет 5642 метра.

## Здания и сооружения
- На пересечении улиц Бориса Богаткова и Есенина находится кинотеатр «Горизонт».
- На пересечении улиц Бориса Богаткова и Кошурникова находятся 4 из 6 входов вестибюля № 1 станции метро «Золотая Нива».
- На пересечении улиц Бориса Богаткова и Кирова находится один из памятников архитектуры Новосибирска 1930-х годов — здание Новосибирского аффинажного завода (ранее в нём располагались сельскохозяйственный техникум и областная партийная школа.
- Средняя общеобразовательная школа № 19 — ранее в ней располагалось Первое двухклассное приходское мужское училище. Построено в 1912 году по проекту архитектора Андрея Дмитриевича Крячкова[4].

## Организации

### Государственные органы
- Военная прокуратура Новосибирского гарнизона.

### Организации торговли
- Октябрьский рынок

### Образовательные учреждения
- Средняя образовательная школа № 7;
- Средняя образовательная школа № 11;
- Средняя образовательная школа № 19;
- Средняя образовательная школа № 52;
- МБОУ «Лицей № 113»;
- Средняя образовательная школа № 186;
- Сибирский государственный университет телекоммуникаций и информатики;
- Детский сад № 37 «Звёздочка»;
- Новосибирский Городской Педагогический Лицей им А. С. Пушкина.

## Архитектура
Отсчёт домов по улице Бориса Богаткова ведётся от транспортной развязки Коммунального моста и начинается с дома № 10.
- От пересечения с Зыряновской ул. находятся жилые дома и студенческий городок СибГУТИ;
- От ул. Тургенева до Воинской ул. — частный сектор;
- От Воинской ул. до ул. Гаранина — старые двухэтажные армейские бараки;
- От ул. Гаранина и до ул. Доватора — крупнопанельные высотные дома и местами пятиэтажные «хрущёвки».

## Памятники
- Памятник Борису Богаткову. Установлен в 1977 году, скульптор — Михаил Меньшиков.

## Транспорт

### Автобусы
- № 6, № 30, № 39, № 95, № 96, № 98, № 234, № 258ж.

### Маршрутное такси
- № 8, № 19, № 24, № 42, № 51, № 90.

### Троллейбусы
- № 7, № 10, № 22, № 36.

### Остановки
- «Октябрьский рынок», «ул. Белинского», «ул. Красноармейская», «ул. Воинская», «ул. Гаранина», «ул. Федосеева», Метро «Золотая Нива», «ул. Адриана Лежена», «ул. Есенина», «Библиотека им. Цветаевой».